# Antimo V
Antimo V, in greco Ἄνθιμος Ε' (Raidestos, 1779 – Costantinopoli, 12 giugno 1842) è stato un arcivescovo ortodosso ottomano, che ha ricoperto la carica di Patriarca ecumenico di Costantinopoli tra il 1841 e il 1842.

## Biografia
Fu metropolita di Agathoupolis tra il 1815 e il 1821, Anchialos tra il 1821 e il 1831 e Cizico tra il 1831 e il 1841. Fu nominato patriarca ecumenico quando il patriarca Antimo IV fu deposto dal sultano ottomano Abdülmecid I.
Morì nel 1842 e gli succedette Germano IV.